# Naohiko Minobe
Naohiko Minobe (jap. 美濃部 直彦, Minobe Naohiko; * 12. Juli 1965 in der Präfektur Shiga) ist ein ehemaliger japanischer Fußballspieler und -trainer.

## Karriere
Minobe erlernte das Fußballspielen in der Schulmannschaft der Moriyama High School. Seinen ersten Vertrag unterschrieb er 1984 bei Matsushita Electric. Der Verein spielte in der zweithöchsten Liga des Landes, der Japan Soccer League Division 2. 1985/86 wurde er mit dem Verein Meister der Japan Soccer League Division 2 und stieg in die Division 1 auf. Am Ende der Saison 1986/87 stieg der Verein in die Division 2 ab. 1987/88 wurde er mit dem Verein Vizemeister der Division 2 und stieg in die Division 1 auf. 1990 gewann er mit dem Verein den Kaiserpokal. Mit Gründung der Profiliga J.League 1992 und der damit verbundenen Neuorganisation des japanischen Fußballs wurde der Matsushita Electric zu Gamba Osaka. Für den Verein absolvierte er 80 Erstligaspiele. 1994 wechselte er zum Zweitligisten Kyōto Purple Sanga. 1995 wurde er mit dem Verein Vizemeister der Japan Football League. Ende 1995 beendete er seine Karriere als Fußballspieler.

## Erfolge
Matsushita Electric
- Kaiserpokal

Sieger: 1990